# The Lord of the Rings: The Battle for Middle-earth
The Lord of the Rings: The Battle for Middle-earth er et adventure-strategispil, som foregår i Ringenes Herre-universet og er bygget på John Ronald Reul Tolkiens bøger.
Spillet blev udgivet i Danmark i 2004, og er blevet købt og spillet af mange fans i Ringenes Herre-universet.[kilde mangler]